# Верхнее Охтомозеро
Верхнее Охтомозеро — пресноводное озеро на территории Пяльмского сельского поселения Пудожского района Республики Карелии.

## Общие сведения
Площадь озера — 2,2 км², площадь водосборного бассейна — 28,6 км². Располагается на высоте 157,1 метров над уровнем моря.
Форма озера лопастная, продолговатая: оно более чем на три километра вытянуто с северо-запада на юго-восток. Берега изрезанные, каменисто-песчаные, местами заболоченные.
Из юго-восточного залива озера берёт начало река Верхняя Охтома, впадающая в Нижнее Охтомозеро, из которого вытекает река Нижняя Охтома, впадающая, в свою очередь, в Водлозеро.
Ближе к юго-восточной оконечности озера расположены два острова без названия.
Населённые пункты и автодороги вблизи водоёма отсутствуют.
Код объекта в государственном водном реестре — 01040100411102000019052.